# Jamilla Obispo
Pour les articles homonymes, voir Obispo.
Jamilla Obispo, née à Laguna le 24 juillet 1986, est une actrice et modèle philippine.

## Biographie
Jamilla est née d'un père portoricain et d'une mère philippine. Elle est spécialisée dans les séries télévisées philippines. Elle a posé pour l'édition philippine du magazine FHM et s'est fait connaître en participant en 2006 à la première émission de téléréalité Pinoy Big Brother: Teen Edition (version philippine avec des adolescents de Big Brother).
En 2011, elle est tête d'affiche avec Paloma Esmeria et Jon Hall dans Xdeal de Lawrence Fajardo.

## Filmographie
- 2006 : Pinoy Big Brother Teen Edition (série télévisée) : elle-même
- 2006 : Your Song (en) (série télévisée)
- 2007 : Let's Go (en) (série télévisée) : Maggie
- 2008 : Girls of FHM (série télévisée) : elle-même
- 2010-2011 : Mara Clara (série télévisée) : Lenita Santos
- 2011 : Banana Split: Extra Scoop (série télévisée)
- 2011 : Xdeal : Dana
- 2011 : The Jose & Wally Show Starring Vic Sotto (série télévisée) : Mayette
- 2011-2012 : Nasaan ka, Elisa? (série télévisée) : Isabel Coronado
- 2012 : Lumayo ka man sa akin (série télévisée) : Pinpin Dimaano
- 2012 : Toda Max (série télévisée) : Maxim
- 2013 : Dugong buhay (série télévisée) : Elena, jeune adulte
- 2013 : Banana Nite (série télévisée)
- 2014 : Luv U (série télévisée) : professeure Suzy
- 2013-2015 : Maalaala mo kaya (série télévisée) : Ate ni Andrea / Nene